# Aguardo

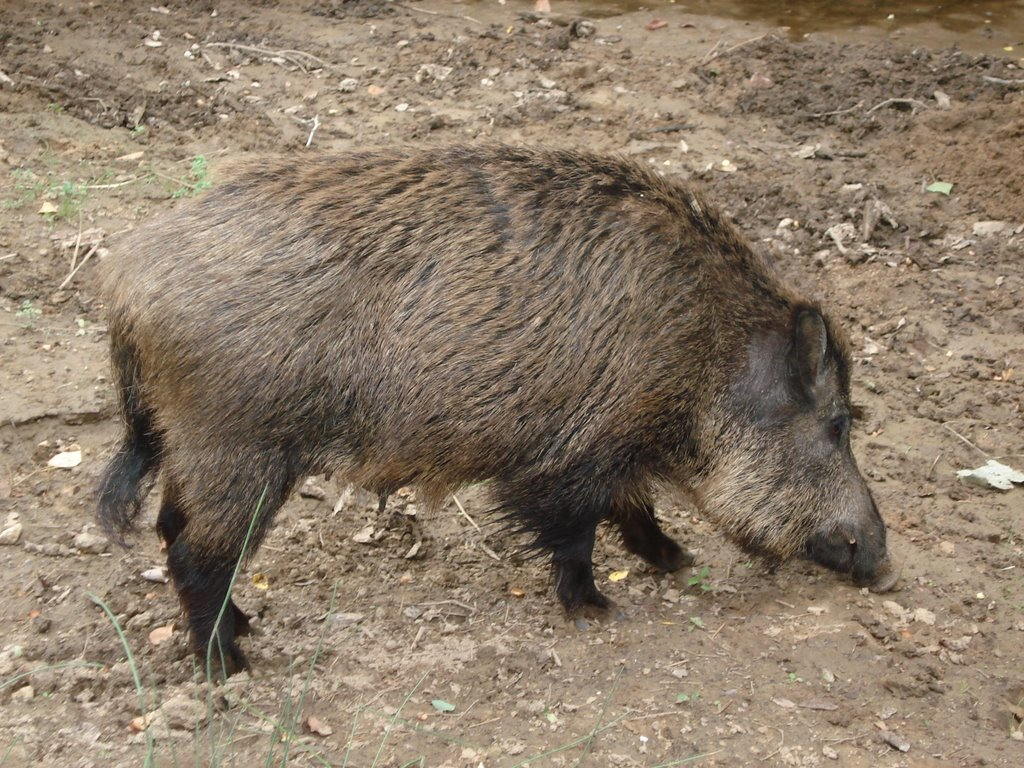
El jabalí es el rey de esta especialidad de caza

El aguardo es aquella disciplina cinegética consistente en esperar al animal por abatir en un lugar preparado con anterioridad, al que el animal acude asiduamente. Se desarrolla principalmente desde el atardecer en adelante.
El jabalí es el rey de esta especialidad, arrastrando a cientos de cazadores en el mundo y sobre todo en la península ibérica. Existen varias formas de realizar el aguardo al jabalí. Se pueden diferenciar tres tipos básicos de emplazamientos para el aguardo: la baña, el comedero y el paso.
- La baña: Consiste en apostarse cerca de una zona húmeda o charco donde sabemos que el jabalí acude a bañarse y así desparasitarse. La forma de saber si un jabalí utiliza la baña es analizar la misma previamente, son varias las pistas que nos deja el animal, como por ejemplo la turbidez del agua, las huellas en el barro y las cerdas o pelos adheridos a los árboles cercanos, donde el jabalí se rasca después del baño.
- El comedero: En este tipo de aguardo se ceba al animal aportándole comida en un lugar que nos parezca apropiado. El animal es bastante desconfiado ante este tipo de comederos por eso esta modalidad se utiliza sobre todo en épocas del año en las que la comida natural escasea.
- El paso: Es el tipo de espera que necesita menos preparación. Consiste en observar una zona por la que pase un jabalí periódicamente, como por ejemplo una alambrada. Podemos observar que el jabalí ha pasado por ahí viendo las cerdas enganchadas en la alambrada.

Una vez que tenemos claro el tipo de aguardo que vamos a realizar, el siguiente paso sería seleccionar el mejor sitio para apostarse. Debe ser un lugar no muy cercano a la zona de disparo, aunque este aspecto depende y mucho de la orografía del lugar. Es necesario tener en cuenta otros factores como la dirección del viento, ya que es imprescindible no echarles el aire para que no detecten el olor humano, algo espantador para ellos. También es importante la luz de la luna, ya que en noches de luna llena las sombras pueden aportarnos una zona de ocultación perfecta. Como ya es sabido el jabalí es un animal especialmente astuto y muy receloso de sus decisiones.